# Piers Morgan
Piers Stefan Pughe Morgan (Newick, Sussex, 30 de março de 1965) é um jornalista britânico.

## Carreira na TV
Segundo a Enciclopédia Britannica, ele "atraiu polêmicas como editor de tabloides por suas táticas agressivas sobre histórias de última hora" (...) e "foi muitas vezes criticado por seu estilo ousado e aparente desrespeito pela privacidade".
Sua vida no jornalismo começou aos 15 anos, relata a Britannica, quando escreveu um artigo para um jornal local sobre críquete. Posteriormente, ele estudou Jornalismo na Harlow College, em Essex.
Em 1989 ele se tornou editor do tabloide The Sun, na época o mais lido do Reino Unido; depois editor do News of the World (1994-1995); do Daily Mirror (1995-2004); e entre 2011 e 2014 apresentou o programa de entrevistas Piers Morgan's Life Stories na rede norte-americana CNN.
Em 2006 foi juiz por seis temporadas do America's Got Talent  e de 2007-2010 foi jurado do Britain's Got Talent ao lado de Amanda Holden e Simon Cowell.
Após sua passagem pela CNN, em 2015 Morgan foi contratado pela ITV e passou a ser co-apresentador do programa Good Morning Britain (GMB).

### Atritos com Meghan Markle
Um dos grandes críticos de Meghan Markle e do Príncipe Harry, a quem chamou diversas vezes de hipócritas devido o casal ter deixado a Família Real alegando falta de privacidade e depois se expor constantemente na imprensa dos Estados Unidos (ver Megxit), Morgan acabou pedindo demissão do Good Morning Britain no dia 9 de março de 2021 após a emissora ITV, que havia retransmitido, um dia antes, uma entrevista de Meghan onde ela falava de racismo na Família Real e sentimentos suicidas com Oprah Winfrey, lançar uma investigação por ter recebido mais de 41.000 reclamações a respeito dos comentários feitos pelo apresentador. Posteriormente, foi divulgado também que a própria Duquesa de Sussex havia enviado uma reclamação à ITV.
Num destes comentários, por exemplo, ele havia dito que Meghan estava mentindo sobre seus sentimentos de suicídio, enquanto em outro tentou diminuir a questão do racismo dizendo que se tratava apenas de uma curiosidade de um familiar de Harry sobre a cor da pele da criança.
No mesmo dia em que fez os comentário, ele também havia levado o pai da Duquesa, Thomas Markle, para falar ao vivo no GMB. A entrevista recebeu muitas críticas, já que vários espectadores entenderam que ser tratava de um novo ataque a Meghan, e chegou a ser descrita como "doentia".
Alex Beresford, apresentador de meteorologia do GMB, disse que Morgan continuava a destruir Meghan, o que fez Piers levantar da bancada e abandonar o programa ao vivo.
Nota: Meghan e o pai tem um profundo conflito desde meados de 2018, quando ele vendeu uma carta da filha ao Mail On Sunday, que perdeu o processo judicial que a Duquesa moveu por "invasão de privacidade" devido a divulgação ilegal da missiva. Em sua entrevista com Oprah, Meghan disse que se sentiu traída pelo pai.